# Kaare
Kaare (eller Kåre) er et nordisk drengenavn, som betyder "den krølhårede". 1.599 danskere bærer pr. 1. januar 2015 et af disse to navne ifølge Danmarks Statistik.

## Kendte personer med navnet
- Kaare Bergh, dansk digter
- Kåre Bluitgen, dansk forfatter
- Kåre Johannessen, dansk historiker, forfatter og tidligere museumsinspektør på Middelaldercentret
- Kaare Klint, dansk arkitekt
- Kaare Norge, dansk guitarist
- Kåre Quist, dansk journalist og tv-vært
- Kåre Schultz, dansk erhvervsmand og direktør for H. Lundbeck
- Kaare Svalastoga, dansk professor i sociologi fra Københavns Universitet
- Kaare R. Skou, dansk journalist
- Kåre Wanscher, dansk trommeslager i Michael Learns To Rock
- Kåre Willoch, norsk politiker og fhv. statsminister
- Kaare Weismann, dansk professor i dermatologi

## Navne i fiktion
- Kåre – figur i Drengene fra Angora spillet af Rune Tolsgaard

## Andre anvendelser
- Se Kåre